# Environnement en Tanzanie
L'environnement en Tanzanie est l'environnement (ensemble des éléments - biotiques ou abiotiques - qui entourent un individu ou une espèce et dont certains contribuent directement à subvenir à ses besoins) du pays Tanzanie, pays d'Afrique.

## La biodiversité de la Tanzanie

Carte de la Tanzanie

### Milieux
La Tanzanie est un pays de l'hémisphère sud situé en Afrique de l'Est, en bordure de l'océan Indien. Ses frontières naturelles sont formées par l'océan Indien à l'est, le Kilimandjaro et le lac Victoria au nord, la rivière Kagera au nord-ouest, le lac Tanganyika à l'ouest, le Malawi au sud-ouest et le fleuve Ruvuma au sud.
Vue de la côte, la Tanzanie forme un plateau d'environ 1 000 m d'altitude qui s'étend jusqu'aux lacs Malawi (ancien lac Nyassa) et Tanganyika. La partie est de la vallée du Grand Rift, qui comprend les lacs Natron, Eyasi et Manyara, sépare la chaîne de montagnes du nord, dominée par le Kilimandjaro, près de la frontière avec le Kenya. Les monts Livingstone, au sud, dominent le Lac Malawi.
Tropical le long de la côte, le climat est plus tempéré sur les hauts plateaux du centre. Les températures moyennes annuelles oscillent entre 10° et 30°. La Tanzanie connaît deux saisons pluvieuses, une grande saison des pluies de début mars à début mai, puis une petite, de début novembre à mi-décembre, où les précipitations sont moins abondantes. La grande saison sèche s'étend quant à elle de mai à octobre, la petite saison sèche allant de janvier à mars.
Les précipitations sont abondantes (750 à 2 000 mm par an) le long de la côte, dans le sud-est ainsi que dans les forêts tropicales bordant le lac Victoria et le lac Tanganyika. Elles sont beaucoup plus faibles au centre, avec 100 à 500 mm de pluie par an. Les conditions climatiques sont ainsi semi-arides au nord.
Le sol est occupé à x % par la forêt.

### Faune et flore
La Tanzanie est l’un des pays qui compte la plus importante population d’éléphants sur le continent africain. On compte 1 075 espèces d'oiseaux connues en 2019.

#### Transports

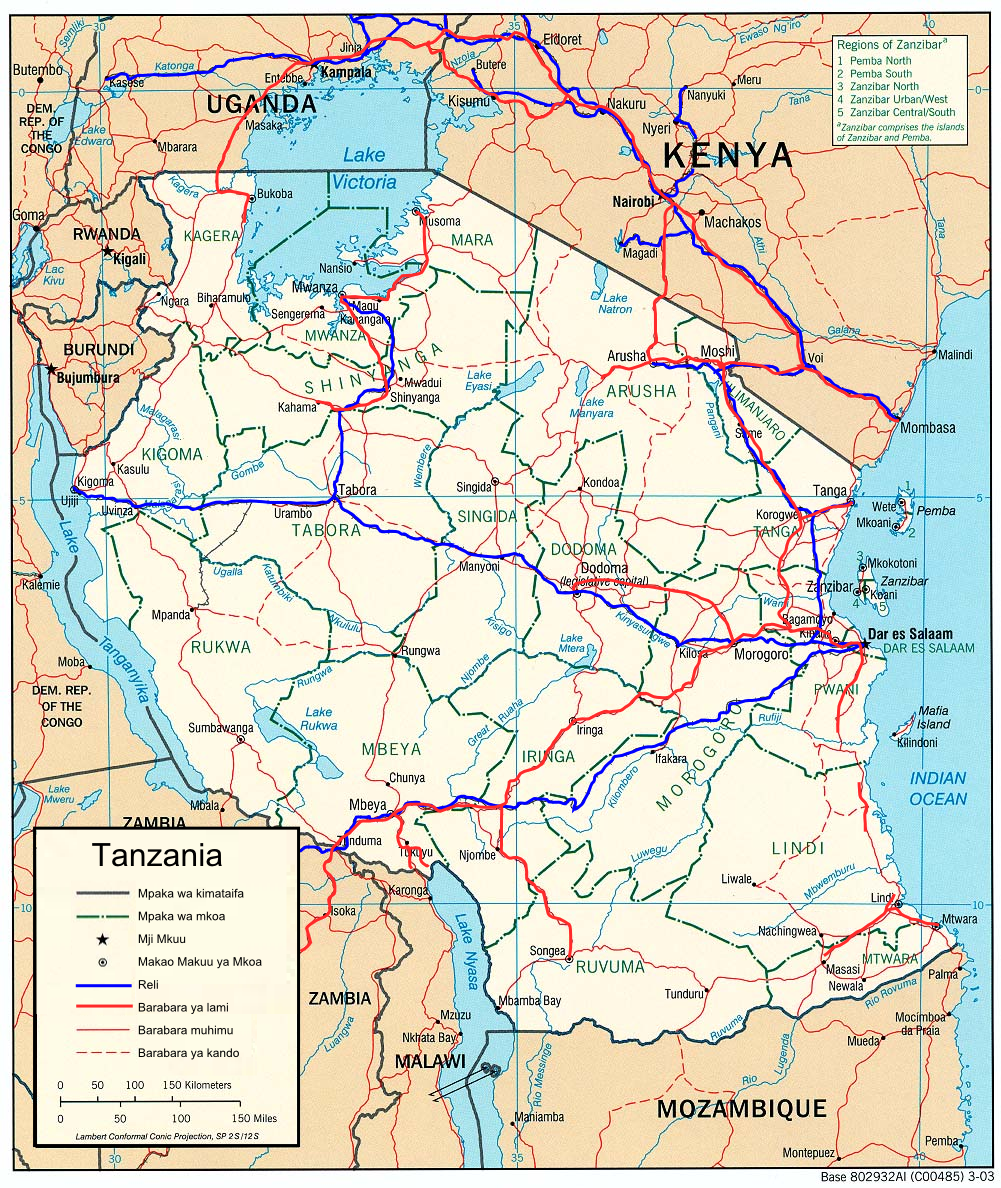
Voies de communication terrestres en Tanzanie; chemin de fer en bleu, routes goudronnées en rouge épais, autres routes en rouge fin.

### Espaces protégés
On y trouve de nombreux parcs naturels tels que l'énorme terrain du Serengeti, le Tarangire, le Lac Manyara ou le magnifique cratère du N'Gorongoro, où on peut avoir la chance d'apercevoir lions, éléphants, rhinocéros, guépards, léopards, hyènes, chacals, girafes, hippopotames, crocodiles, etc. Ces aires protégées sont cependant victimes du braconnage, qui vise essentiellement les éléphants.

## Impacts sur les milieux naturels

### Activités humaines

#### Chasse, pêche et braconnage
La Tanzanie est l’un des pays qui compte la plus importante population d’éléphants sur le continent africain, et, par conséquent, l’un des pays les plus touchés par le braconnage. 

### Pollutions

#### La gestion des déchets
Un habitant d'Afrique sub-aharienne génère en moyenne 165 kg de déchets par an et par habitants en 2023 (soit nettement moins que dans les pays plus riches).

### Impacts de l'urbanisation
Les conditions climatiques semi-arides au nord et la présence de la mouche tsé-tsé (vecteur de la maladie du sommeil) dans les régions centre et ouest ont conduit la population à se regrouper sur le pourtour du pays.

## Politique environnementale en Tanzanie

### Lutte contre le braconnage
Rien qu'entre 2012 et 2017, plus de 2 000 braconniers ont été arrêtés grâce au travail de la fondation Pams et des autorités tanzaniennes. En mars 2017, le plus célèbre trafiquant d'ivoire tanzanien, Boniface Matthew Mariango, surnommé «le diable», a été condamné à douze ans de prison après son arrestation par la NTSCIU. Mais le 16 août 2017, Wayne Lotter, créateur de la fondation de protection de la nature Pams en 2009, a été assassiné.